# Giuseppe Galderisi
Antonio Di Gennaro (Firenze, 1958. október 5. –) olasz válogatott labdarúgó, edző.

## Pályafutása

### Klubcsapatban
A Juventus utánpótlás csapataiban nevelkedett és felnőtt szinten is itt mutatkozott be 1980. augusztus 20-án egy Udinese elleni 2–2-es döntetlennel záruló olasz kupamérkőzésen. A Serie A-ban 1980. november 9-én debütált a Perugia ellen egy 0–0-s döntetlen alkalmával, ez volt az egyetlen mérkőzése az 1980–81-es szezonban. A következő idényben már több lehetőséget kapott és szerzett is gólokat. A legemlékezetesebb mérkőzését a Milan ellen játszotta 1982. február 14-én, amikor mesterhármast ért el, csapatával pedig  a szezon végén megszerezte a bajnoki címet. Az 1982–83-as idényben az olasz kupát is sikerült elhódítania és bejutottak a bajnokcsapat Európa-kupájának a döntőjébe, ahol azonban 1–0 arányban alulmaradtak a Hamburggal szemben.
1983-ban a Hellas Verona csapatához igazolt, ahol házi gólkirályként, 11 találattal vette ki részét a klub történetének első bajnoki címéből, amit az 1984–85-ös szezonban értek el. 1986-ban a Milanhoz szerződött, majd később játszott a Lazio (1987–88), majd ismét a Verona (1988–89) színeiben, de a különböző sérülések miatt nem hozta a korábbi évek jó formáját. 1989-ben a Padova igazolta le, ahol 1995-ig játszott, közte néhány jó szezont eltöltött a Serie B-ben. A pályafutását az MSL-ben fejezte be a New England Revolution és a Tampa Bay Mutiny csapatainál 1996, illetve 1997-ben.

### A válogatottban
1985 és 1987 között 10 alkalommal szerepelt az olasz válogatottban. 1985. június 2-án debütált egy Mexikó elleni 1–1-es döntetlen alkalmával. Részt vett az 1986-os világbajnokságon.

### Edzőként
Edzői pályafutását 2000-ben kezdte a Serie C2-ben szereplő Gubbio csapatánál. Ezt követően a szintén Serie C-ben játszó Cremonesét és Giulianovát edzette. 2004 januárjában egy időre fel kellett függesztenie a munkát, amikor szívinfarktust szenvedett. 2005-ben tért vissza a Viterbese Castrense csapatánál. A 2006–07-es szezonban az Avellino gárdáját irányította és a bajnokság felénél vezették a tabellát. A jó szereplés ellenére 2007. április 18-án kirúgták az ekkor második helyen álló csapat éléről, mely továbbra is harcban volt a feljutásért.
2008 júliusában a Delfino Pescara élére nevezték ki, azzal a céllal, hogy megnyerjék a bajnokságot. Azonban ebben az időben a klub komoly gazdasági és pénzügyi problémákkal küzdött, olyannyira, hogy 2008 decemberében csődeljárás alá került. 2009 februárjában valamennyire rendeződtek a dolgok, ennek ellenére az eredmények nem jöttek és a Pescara a tabella alsó részében helyezkedett el és 2009. március 23-án Galderisit menesztették. A helyét a korábbi Juventus és olasz válogatott Antonello Cuccureddu vette át.
A 2009–10-es szezonban az Arezzo, majd egy évvel később a Benevento csapatát irányította.
2011. október 25-én egy éves szerződést kötött a Triestinával. A szezonban komoly finanszírozási gondok merültek fel, így az elmaradt fizetések miatt több játékos is elhagyta a klubot a téli átigazolási időszakban. A vége kiesés lett, ráadásul az idény végén a klub megszűnt.
2012 júliusában bejelentették, hogy Galderisi lett a Salernitana új vezetőedzője, de mindössze 3 mérkőzés után távozott, melyeken összesen 1 pontot sikerült elérnie.
2014 januárjában a portugál első osztályban szereplő Olhanense élére nevezték ki. A klubot olasz tulajdonosi háttér irányította és több egykori Serie A-ban játszó olasz játékos is szerepelt a csapatban. Azonban nem sikerült kiharcolni a bentmaradást, ezért az idény végén távozott.
2014. novemberben a Lego Pro-ban szereplő Lucchese kispadjára ült le. A következő szezonban a szerződését nem hosszabbították meg, annak ellenére, hogy sikerült bent tartania a klubot. 2016 márciusában ismét visszatért és 2017. júniusáig tartó szerződést írt alá. Mindezt 2017. március 27-én megszüntették.

## Sikerei, díjai
Juventus
- Olasz bajnok (2): 1980–81, 1981–82
- Olasz kupa (1): 1982–83

Hellas Verona
- Olasz bajnok (1): 1984–85